# Item (jeu vidéo)
 (mai 2015).
- Si vous ne connaissez pas le sujet, laissez ce bandeau (vous pouvez alors contacter les auteurs).
- Si vous supprimez le contenu mis en cause (vous pouvez préalablement contacter les auteurs),

argumentez précisément cette suppression dans la page de discussion
(un manque de référence n'est pas un argument ; une recherche réelle de référence doit avoir été effectuée, être formellement documentée).
Pour les articles homonymes, voir Item.

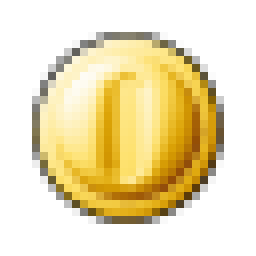
Le centre d'un élément de gameplay : une pièce, dans le jeu Newton Adventure

Un item, dans le domaine du jeu vidéo, est un objet qui peut être collecté par un joueur ou par un personnage non-joueur. Les items peuvent être utilisés comme consommables avec des effets positifs ou négatifs. Ils peuvent être relativement permanents, avec les armes ou les armures. Des items sans aucune valeur peuvent permettre d'avancer dans l'histoire du jeu, à travers des quêtes, c'est particulièrement le cas dans les jeux de rôle (RPG),,.

## Généralités
Dans les jeux de rôle, les items sont réunis dans un espace commun de l'interface utilisateur, l'inventaire. Les items peuvent être triés par catégories comme consommables, armes, équipements, objet de quêtes, etc. et peuvent avoir un effet dès leur obtention (exemple des points de vie). Dans la plupart des jeux vidéo, les items respectent des codes, et ceci pour une meilleure compréhension des objectifs par le joueur. Il[Qui ?] permet au développeur de poser un cadre clair pour emmener plus efficacement le joueur dans l'expérience qu'il souhaite apporter. Les items sont des éléments importants du level design et du game design.

Une pomme, élément de scoring dans le jeu Newton Adventure.

### Dans les jeux de plateformes
Les vies peuvent permettre de continuer la partie après avoir été tué. Elles peuvent s'obtenir en un item ou avec une certaine quantité d'un objet, comme dans Sonic où 100 pièces forment une vie supplémentaire, ou en atteignant un objectif avec une contrainte de temps ou avec un certain nombre de points. Les trésors, pièces de monnaies, anneaux, gemmes, bijoux ont un point commun, ils peuvent déterminer le score, on les trouve généralement en quantités moins importantes que les autres items. Des items peuvent être le reflet de défi lancé aux joueurs par les développeurs, pour obtenir la réussite d'un niveau à 100 %.

### Dans les jeux d'aventure
Généralement, dans les jeux d'aventure, il y a de nombreuses énigmes que le joueur doit résoudre pour avancer dans le niveau ou le donjon. Souvent, cela se fait à l'aide d’éléments spécifiques qui interagissent avec l'environnement du jeu. C'est un élément récurrent dans la série The Legend of Zelda avec des items comme la bombe ou le grappin qui permettent d’accéder à certaines zones ou d'activer des mécanismes. Dans Minecraft, les items peuvent être des armes ou des outils, mais peuvent aussi être des disques de musiques ou des blocs. Les items peuvent être recommandés ou nécessaires pour résoudre certaines énigmes ou pour vaincre des boss. Les clefs sont un item important de ce type de jeu[réf. nécessaire]. Elles sont souvent le moyen d'avoir accès à des récompenses ou à des zones de jeu.

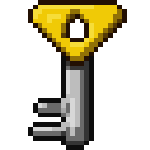
Les clés sont des items employés de manière récurrente pour permettre au joueur de continuer sa progression.

### Dans les jeux de tir
Les items dans les jeux de tirs jouent un rôle majeur dans l'expérience utilisateur du joueur. Les items courants y sont le pack de santé, des munitions de grenades de lance-roquettes, les pack de munitions qui peuvent être différents, spécifiques à une arme ou à une catégorie d'armes. Les items peuvent être des armes, généralement les armes les plus puissantes sont obtenues avec l'avancement du joueur dans le jeu. Dans certains jeux, comme Twisted Metal, les armes viennent sous la forme de bonus qui ont une durée très limitée.

### Dans les jeux de combat
Les items dans les jeux de combat sont moins fréquents que dans d'autres genres, mais sont récurrents dans de nombreux titres. Dans la série Super Smash Bros, les objets jouent un rôle important et peuvent renverser le cours d'un combat, comme avec l’invincibilité ou le marteau.

### Dans les jeux de sport
Les items dans les jeux de sports sont plutôt rares. Dans ceux où ils sont présents, on trouve souvent des cartes à échanger. Le jeu de sport FIFA Ultimate Team évalue les performances réelles des athlètes et transpose leurs statistiques dans le jeu via leurs cartes, ses statistiques peuvent prendre la forme de couleur ou de statistiques pour afficher leur hiérarchie dans leur niveau de compétence[style à revoir].
La rareté des cartes est basée sur le niveau de performance de l'athlète et leur[pas clair] forme actuelle.

## «Stack»
Un stack est un ensemble d'items qui s'additionnent. Typiquement, quand un même objet est en plusieurs exemplaires dans l'inventaire, cela crée une pile d'objets avec un nombre (pour le nombre d'objets). A noter que certains types d'objets ne se "stackent" pas, ce, en fonction du jeu. Ainsi, dans les jeux tels que Diablo ou Torchlight ´ , les potions ou les parchemins (qui sont de petits objets) se stackent, mais pas les armes, qui occupent chacune une place propre dans l'inventaire. 

## Annexe